# Großer Ödstein
Großer Ödstein är en bergstopp i Österrike.   Den ligger i distriktet Liezen och förbundslandet Steiermark, i den östra delen av landet, 150 km sydväst om huvudstaden Wien. Toppen på Großer Ödstein är 1 646 meter över havet.
Terrängen runt Großer Ödstein är varierad. Runt Großer Ödstein är det ganska glesbefolkat, med 25 invånare per kvadratkilometer.. Närmaste större samhälle är Trieben, 12,4 km sydväst om Großer Ödstein. 
I omgivningarna runt Großer Ödstein växer i huvudsak blandskog.